# Нортон, Мэри Бет
Мэри Бет Нортон (Mary Beth Norton; род. 25 марта 1943, Энн-Арбор, Мичиган) — американский историк, специалист в области ранней американской истории (до 1800 года), а также по женской истории.
Доктор философии (1969), эмерит-профессор Корнеллского университета, где работала с 1971 года, член Американского философского общества (2010). Лауреат Ambassador Book Award (2003).

## Биография
Её отец Кларк Фредерик Нортон (1912–2009) получил докторскую степень по конституционной истории в Мичиганском университете, преподавал политологию в Мичигане. Есть младший брат. Ко времени поступления в колледж Мэри Бет посетила все 48 смежных штатов, таким образом развив свой интерес к американской истории.
В 1960 году поступила в Мичиганский университет; там она познакомится с одним из своих самых влиятельных наставников, интеллектуальным историком John Higham (historian). На первом семестре она агитировала за Кеннеди с Молодыми демократами Мичигана. В 1964 окончит университет с отличием; Phi Beta Kappa.
Степень доктора философии получила в Гарварде, занималась у Бернарда Бейлина.
Именной профессор (Mary Donlon Alger Professor) американской истории Корнелла (кафедры истории, где она стала первой женщиной-преподавателем), а также именной президентский фелло (Stephen H. Weiss Presidential Fellow).
В 2005-2006 годах Pitt Professor of American History and Institutions.
В 2018 году президент Американской исторической ассоциации.
Член Американской академии искусств и наук (1999). Почётный феллоу кембриджского Ньюнэм-колледжа (2019).
Удостоилась четырёх почетных степеней.
В 1997 году номинировалась на Пулитцеровскую премию.

## Книги
- «The British-Americans: The Loyalist Exiles in England, 1774—1789» (1972)
- «Liberty’s Daughters: The Revolutionary Experience of American Women, 1750—1800» (1980)[10]
- «Founding Mothers & Fathers: Gendered Power and the Forming of American Society» (Knopf, 1996)[11]
- «In the Devil’s Snare: The Salem Witchcraft Crisis of 1692» (2002)
- «Separated by Their Sex: Women in Public and Private in the Colonial Atlantic World» (2011)